# 풀 레인지 스피커

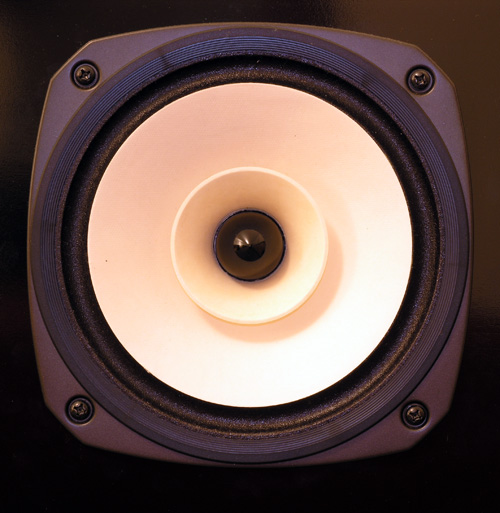
휘져콘을 사용하는 Fostex FE206e(개조) 풀 레인지 스피커.

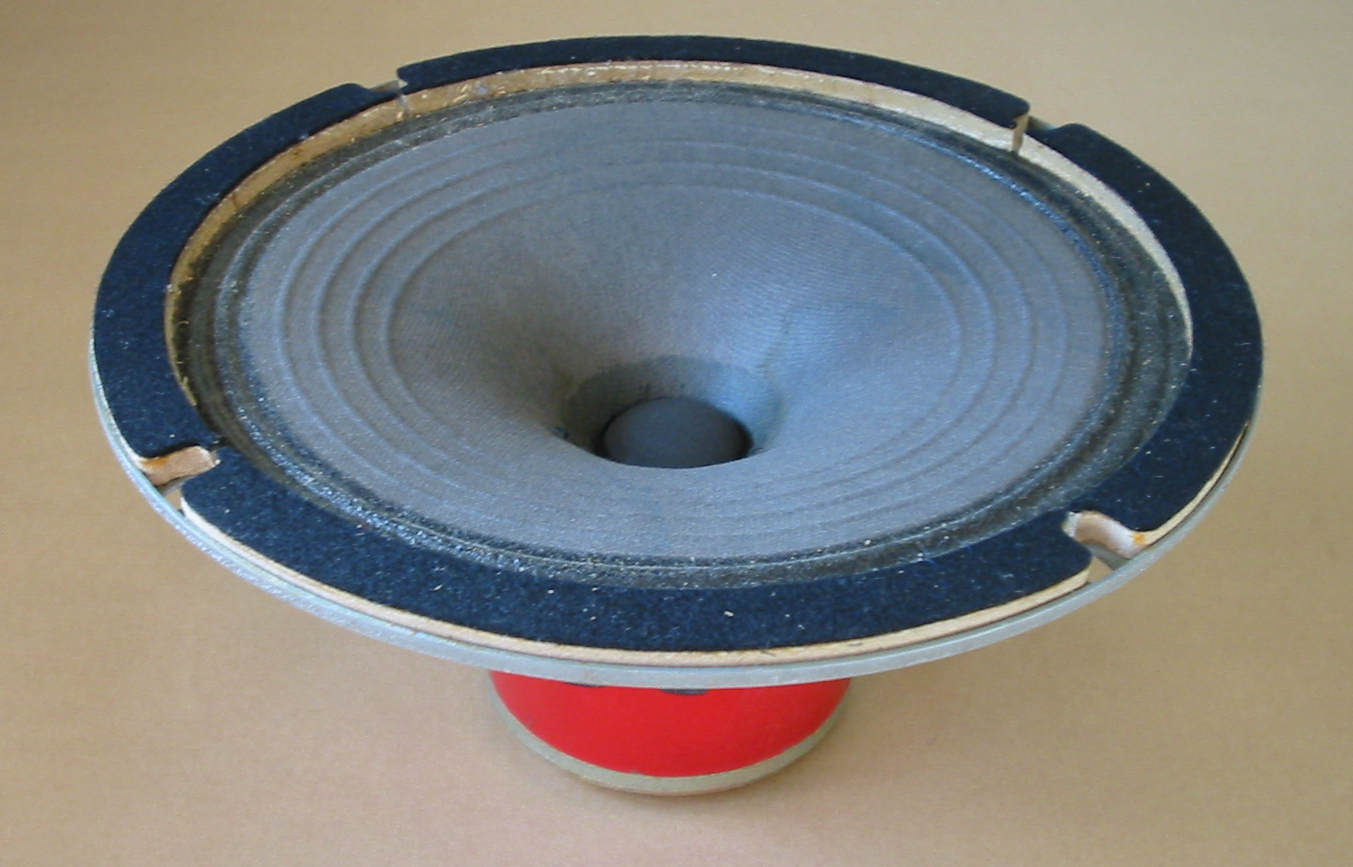
최초의 싱글 콘형 풀 레인지 드라이버 중 하나인 Goodmans Axiette

풀 레인지 스피커(Full Range Speaker) 혹은 풀 레인지 스피커 유니트(Full Range Speaker unit)는 가정 주파수의 거의 모든 음역대를 재생하도록 설계된 스피커이다. 풀 레인지 스피커에는 싱글 콘형, 더블 콘형, 복합형 스피커 등이 있으며, 복합형에는 2웨이 또는 3웨이 코액셜형이 있다. 보통 12~20cm의 콘형을 많이 사용하고 있다. 멀티웨이와 같이 주파수를 분할해서 재생하지 않으므로 저음에서 고음까지 자연스런 소리를 얻을 수 있다.

## 같이 보기
- 트위터 스피커
- 우퍼
- 서브우퍼
- 음향심리학